# 余合泉
余合泉（1952年12月—2020年11月），男，汉族，湖南宁乡人，中共党员，中华人民共和国政治人物。

## 人物经历
余合泉出生于今长沙市宁乡市的一个偏僻的山冲，1988年4月，担任长沙市郊区（今长沙市雨花区）第四届党委副书记，1992年2月，升任郊区党委书记，并于当年10月连任。1994年3月转任中共长沙县委书记，任期至1997年9月；期間，他因政績突出，於1995年獲得中共中央組織部表彰為「全國優秀縣委書記」。
1997年，余合泉升任中共长沙市委副书记，直到2006年卸任，转任长沙市委巡视员。2008年1月，余合泉当选为长沙市第十三届人大主任，直到2013年1月届满退休。
2020年11月，余合泉因病逝世。